# Christoph Althofer
 (juin 2024).
Si vous disposez d'ouvrages ou d'articles de référence ou si vous connaissez des sites web de qualité traitant du thème abordé ici, merci de compléter l'article en donnant les références utiles à sa vérifiabilité et en les liant à la section « Notes et références ».
Christoph Althofer, théologien et polémiste luthérien, né le 9 novembre 1606, à Hersbrück, mort à Culmbach, le 11 mai 1660. Il a autant combattu dans ses écrits les calvinistes que les catholiques.

## Biographie
Il fit ses études à Altorf, Wittenberg, Leipzig et Iéna. Dans cette dernière ville, il s’attacha à ce qu’on appelait la triade johannique, c’est-à-dire qu’il adopta les opinions théologiques de Johann Gerhard, Johann Major et Johann Himmel. Il fut pasteur à Altorf, depuis 1629 jusqu’en 1637 ; en 1644, il devint conseiller ecclésiastique et surintendant général à Culmbach, où il mourut en 1660.

## Œuvre
Althofer écrivit un grand nombre d’ouvrages de polémique contre les catholiques et contre les calvinistes, et des commentaires qui sont : 
- Harmonia Evangelistarum emedullata, hoc est, observationes sacræ in quatuor Evangelistas (résumé des Harmonies de M. Chemnitz et de P. Lejser), Iéna, 1653, in-4° ;
- Animadversiones sacræ in Epistolam ad Ephesios disputationibus sex comprehensæ, Altorf, 1641, in-4° ;
- Observationes sacras seu Commentariolus in Epistolam Pauli ad Philippenses, Altorf, 1641, in-4° ;
- Observationes sacrm seu Commentariolus in divinam ad Colossenses Epistolam Pauli, Altorf, 1653, in-4°.